# Stenelutracris nigrithorax
Stenelutracris nigrithorax är en insektsart som beskrevs av Frédéric Carbonell och Marius Descamps 1978. Stenelutracris nigrithorax ingår i släktet Stenelutracris och familjen gräshoppor. Inga underarter finns listade i Catalogue of Life.